# Pyongwon
Pyongwon (Hán Việt: Bình Nguyên) là một huyện của tỉnh Pyongan Nam tại Cộng hòa Dân chủ Nhân dân Triều Tiên. Huyện giáp với Hoàng Hải ở phía tây, với Jungsan ở tây nam, với Taedong ở phía nam, với Bình Nhưỡng ở đông nam, với Pyongsong ở phía đông, với Sukchon ở phía bắc. Năm 2008, dân số toàn huyện Pyongwon là 179.492 người (85.096 nam và 94.396 nữ), trong đó, dân cư đô thị là 51.909 người (28,9%) còn dân cư nông thôn là 127.583 người (71,1%).